# Pierre (Dakota del Sud)
Pierre è la capitale dello Stato del Dakota del Sud ed è anche il capoluogo della contea di Hughes, negli Stati Uniti. La popolazione era di 14 091 abitanti al censimento del 2020, rendendola così la seconda capitale con minor numero di abitanti dopo Montpelier, nel Vermont. Fondata nel 1880, divenne la capitale dello Stato dopo la dissoluzione del Territorio del Dakota. Inoltre, Pierre è la principale città dell'area micropolitana di Pierre, che comprende le contee di Hughes e Stanley.

## Geografia fisica
Secondo l'Ufficio del censimento degli Stati Uniti, ha una superficie totale di 13,07 mi² (33,85 km²).

## Storia
Pierre è stata fondata nel 1880 sulla riva orientale del fiume Missouri, di fronte a Fort Pierre, un'antica stazione commerciale che si sviluppò come centro abitato. Divenne la capitale dello Stato il 2 novembre 1889, in seguito all'istituzione del Dakota del Sud.
Inizialmente, come capitale dello Stato vennero prese in considerazione Huron e Pierre, ma la scelta ricadde su quest'ultima, in quanto situata più vicina al centro geografico dello Stato. Il vicino Fort Pierre era un insediamento fondato intorno al 1817 per il commercio delle pellicce. Fort Pierre Chouteau, il vecchio nome della città, deriva da Pierre Chouteau, un commerciante di pellicce statunitense di origini francesi, nativo di Saint Louis, nel Missouri.
Lo sviluppo di Pierre venne accelerato con la costruzione della Rapid City, Pierre and Eastern Railroad, che attraversava la città in direzione est-ovest. Questo le permise non solo di avere un servizio di trasporto a disposizione degli abitanti, ma anche l'accesso ai mercati regionali. La ferrovia attraversava il fiume Missouri sul Chicago and North Western Railroad Bridge.
La capitale è rimasta isolata nel periodo successivo alla seconda guerra mondiale, quando la costruzione di autostrade è stata sovvenzionata a livello federale e i viaggiatori e le compagnie di trasporto hanno iniziato a utilizzare le automobili e i camion. È una delle quattro capitali statali non servite dall'Interstate Highway System.

## Infrastrutture e trasporti
La città è servita dall'aeroporto regionale di Pierre.

## Società

### Evoluzione demografica
Secondo il censimento del 2020, la popolazione era di 14 091 abitanti.